# Ministerul Economiei, Digitalizării, Antreprenoriatului și Turismului (România)

Clădirea Casei Autonome a Monopolurilor Statului, un exemplu de arhitectură interbelică stil rațional. Ministerul Economiei funcționează în aripa din dreapta, cea care arată îngtijit

Ministerul Economiei din România se organizează și funcționează ca organ de specialitate al administrației publice centrale, în subordinea Guvernului, care aplică strategia și Programul de guvernare în domeniul economiei și finanțelor publice.
De-a lungul timpului, Ministerul a avut mai multe denumiri:
- Ministerul Industriilor și Comerțului
- Ministerul Economiei și Comerțului
- Ministerul Economiei și Finanțelor (de la 5 aprilie 2007)
- Ministerul Economiei, Comerțului și Mediului de Afaceri
- Ministerul Economiei (de la 21 decembrie 2012)
- Ministerului Economiei, Energiei și Mediului de Afaceri până în 2021
- Ministerul Economiei, Antreprenoriatului și Turismului până în 2021
- Ministerul Economiei din 2022

Număr de angajați în 2010: 750

## Lista miniștrilor
Miniștri ai economiei (în perioada interbelică)
- Aurel Leucuția
- Virgil Madgearu

Miniștri ai comerțului (după 1989)
- Constantin Teculescu
- Cristian Ionescu
- Petru Crișan
- Dan Ioan Popescu

Miniștri ai industriei (după 1989)
- Dumitru Popescu
- Alexandru Stănescu

Miniștri ai industriei și comerțului
- Călin Popescu-Tăriceanu
- Mircea Ciumara
- Radu Berceanu
- Dan Ioan Popescu

Miniștri ai economiei și comerțului
- Dan Ioan Popescu
- Ioan Codruț Șereș - (29 decembrie 2004 - 4 decembrie 2006)
- Varujan Vosganian (12 decembrie 2006 - 5 aprilie 2007)

Miniștri ai economiei și finantelor
- Varujan Vosganian (5 aprilie 2007 - 22 decembrie 2008)

Miniștri ai Economiei, Comerțului și Mediului de Afaceri
- Adriean Videanu (23 decembrie 2008 – 3 septembrie 2010)
- Ion Ariton (3 septembrie 2010 - 9 februarie 2012)
- Lucian Nicolae Bode (9 februarie 2012 - 27 aprilie 2012)
- Daniel Chițoiu (7 mai 2012 - 21 decembrie 2012)

Miniștri ai economiei
- Varujan Vosganian (21 decembrie 2012 - 7 octombrie 2013)
- Andrei Gerea (17 octombrie 2013 - 5 martie 2014)
- Constantin Niță (5 martie 2014-16 decembrie 2014)
- Mihai Tudose (16 decembrie 2014-17 noiembrie 2015)
- Costin Borc din (17 noiembrie 2015-4 ianuarie 2017)
- Alexandru Petrescu din (4 ianuarie 2017-23 februarie 2017)
- Mihai Tudose din (23 februarie 2017-29 iunie 2017)
- Mihai Fifor din (29 iunie 2017-12 septembrie 2017)
- Gheorghe Șimon din (12 septembrie 2017-16 ianuarie 2018)
- Dănuț Andrușcă din (29 ianuarie 2018-20 noiembrie 2018)
- Niculae Bădălău din (20 noiembrie 2018 - 4 noiembrie 2019)
- Virgil-Daniel Popescu (4 noiembrie - 23 decembrie 2020)
- Claudiu Năsui (23 decembrie 2020 - 6 septembrie 2021)
- Virgil-Daniel Popescu (6 septembrie 2021 - 25 noiembrie 2021) ad interim
- Florin Spătaru (25 noiembrie 2021 - în funcție)

### Miniștri delegați
- Ministrul delegat pentru energie:Constantin Niță
- Ministrul delegat pentru întreprinderi mici și mijlocii, mediu de afaceri și turism:Maria Grapini

## Instituții subordonate
Instituții subordonate direct MEF:
- Agenția Nucleară — AN
- Agenția Română pentru Dezvoltarea Durabilă a Zonelor Industriale — ARDDZI
- Centrul Român pentru Promovarea Comerțului — CRPC
- Compania Națională „Loteria Română”

Unități care funcționează în coordonarea Ministerului Economiei și Finanțelor:
- Asociația de Standardizare din România — ASRO
- Asociația de Acreditare din România — RENAR

Companii naționale aflate sub autoritatea Ministerului Economiei și Finanțelor, la care acesta exercită calitatea de reprezentant al statului ca acționar:
- Compania Națională "Imprimeria Națională" — CNIC
- Compania Națională Loteria Română — CNLR

Unități care funcționează sub autoritatea Ministerului Economiei și Finanțelor:
- Societatea Națională de Gaze Naturale "Romgaz" - S.A. Mediaș
- Societatea Națională de Transport Gaze Naturale "Transgaz" - S.A. Mediaș
- Societatea Comercială de Producere a Energiei Electrice și Termice "Termoelectrica" - S.A. București, cu filialele societăți comerciale
- Societatea Comercială "Electrocentrale" București - S.A.
- Societatea Comercială "Electrocentrale" Deva - S.A.
- Societatea Comercială "Electrocentrale" Galați - S.A.
- Societatea Comercială de Producere a Energiei Electrice "Hidroelectrica" - S.A. București, cu filialele societăți comerciale
- Compania Națională de Transport al Energiei Electrice "Transelectrica" - S.A. București, cu filialele societăți comerciale și societățile comerciale pentru servicii
- Societatea Națională "Nuclearelectrica" - S.A. București
- Compania Națională a Uraniului - S.A. București
- Regia Autonomă de Activități Nucleare Drobeta-Turnu Severin
- Societatea Comercială de Conservare și Închidere a Minelor "Conversmin" - S.A. București
- Societatea Comercială pentru Închiderea-Conservarea Minelor - S.A. Târgu Jiu
- Compania Națională a Cuprului, Aurului și Fierului "Minvest" - S.A. Deva, cu filialele societăți comerciale și societățile comerciale pentru servicii
- Compania Națională a Metalelor Prețioase și Neferoase "Remin" - S.A. Baia Mare, cu filiala societate comercială]
- Societatea Comercială "Minbucovina" - S.A. Vatra Dornei
- Compania Națională a Huilei - S.A. Petroșani
- Societatea Națională a Lignitului "Oltenia" - S.A. Târgu Jiu
- Societatea Națională a Cărbunelui - S.A. Ploiești, cu filialele societăți comerciale
- Societatea Comercială Minieră "Banat Anina" - S.A.
- Societatea Comercială "Moldomin" - S.A. Moldova Nouă
- Societatea Comercială "Băița" - S.A. Ștei
- Societatea Comercială "Cupru Min" - S.A. Abrud
- Institutul Național de Cercetare-Dezvoltare pentru Securitate Minieră și Protecție Antiexplozivă "INSEMEX" Petroșani
- Institutul Național de Cercetare-Dezvoltare pentru Metale și Resurse Radioactive ICPMRR București
- Institutul Național de Cercetare-Dezvoltare pentru Ecologie Industrială ECOIND București
- Institutul Național de Cercetare-Dezvoltare și Încercări pentru Electrotehnică ICMET Craiova
- Institutul Național de Cercetare-Dezvoltare în Sudură și Încercări de Materiale ISIM Timișoara
- Institutul Național de Cercetare-Dezvoltare pentru Metale Neferoase și Rare IMNR
- Institutul Național de Cercetare-Dezvoltare pentru Mecanică Fină I.N.C.D.M.F. București
- Institutul Național de Cercetare-Dezvoltare pentru Chimie și Petrochimie ICECHIM București
- Institutul Național de Cercetare-Dezvoltare pentru Utilaj Petrolier IPCUP Ploiești — www.ipcup.ro Arhivat în 15 octombrie 2011, la Wayback Machine.

Alte unități aflate în coordonarea sau sub autoritatea MEF:
- Cu finanțare din venituri proprii

- - Inspecția de Stat pentru Controlul Cazanelor, Recipientelor sub Presiune și Instalațiilor de Ridicat - ISCIR
  - Biroul Român de Metrologie Legală - BRML București
  - Agenția Națională pentru Deșeuri Radioactive - ANDRAD
  - Centrul de Pregătire pentru Personalul din Industrie - CPPI Bușteni

- Cu finanțare din venituri proprii și subvenții de la bugetul de stat

- - Agenția Română pentru Conservarea Energiei - ARCE

- Cu finanțare externă și de la bugetul de stat

- - Unitatea de Management a Proiectului - UMP - închideri de mine Arhivat în 11 iunie 2008, la Wayback Machine.
  - Unitatea de Management a Proiectului - UMP - RSE - ANDZM Arhivat în 17 mai 2008, la Wayback Machine.